# Ailette
Ailette – rzeka we Francji, przepływająca przez teren departamentu Aisne, o długości 59,5 km. Stanowi lewy dopływ rzeki Oise.